# Possession
Possession är en amerikansk psykologisk thrillerfilm från 2009 i regi av Joel Bergvall och 
Simon Sandquist. Huvudrollerna spelas av Sarah Michelle Gellar och Lee Pace. 

## Handling
Filmen handlar om Jess. En dag råkar hennes man Ryan och svåger Roman ut för en allvarlig bilolycka och båda faller i koma. Efter ett tag vaknar svågern upp och påstår att han är hennes man.

## Rollista i urval
- Sarah Michelle Gellar – Jess
- Lee Pace – Roman
- Michael Landes – Ryan
- Chelah Horsdal – Miranda
- William B. Davis – hypnositör
- Tuva Novotny – Casey